# Gusztáv és a siker
A Gusztáv és a siker a Gusztáv című rajzfilmsorozat harmadik évadának huszadik epizódja.

## Rövid tartalom
Az ember csak akkor számíthat sikerre, ha szorgalmasan és kitartóan végzi azt, amihez tehetsége van.

## Alkotók
- Rendezte és tervezte: Nepp József
- Írta: Dargay Attila, Jankovics Marcell, Nepp József
- Zenéjét szerezte: Deák Tamás
- Operatőr: Bacsó Zoltán
- Hangmérnök: Horváth Domonkos
- Vágó: Czipauer János
- Színes technika: Dobrányi Géza, Kun Irén
- Gyártásvezető: Kunz Román

Készítette a Pannónia Filmstúdió.